# Biocid
Produsele biocide, așa cum sunt definite de actele normative, sunt acele substanțe active și preparatele conținând una sau mai multe substanțe active, condiționate într-o formă în care sunt furnizate utilizatorului, având scopul să distrugă, să împiedice, să facă inofensivă și să prevină acțiunea sau să exercite un alt efect de control asupra oricărui organism dăunător, prin mijloace chimice sau biologice.